# Porsangerhalvøen
Porsangerhalvøen er en halvø mellem Altafjorden og Porsangerfjorden i Troms og Finnmark fylke i Norge. Den er delt mellem kommunerne Alta, Kvalsund, Måsøy, Nordkap og Porsanger.
Landskabet på Porsangerhalvøen består hovedsagelig af en træløs vidde, en fortsættelse af Finnmarksvidda længere mod syd. En række fjorde skærer sig ind i halvøen, hvoraf de største er Repparfjorden, Revsbotn og Snefjorden fra vest, og Kobbefjorden fra nord.
Europavej E6 går over Sennalandet og Repparfjorddalen sydvest på halvøen, og fortsætter sydover langs Porsangerfjorden til Lakselv og Karasjok. Fra Europavej 6 går fylkesvej 883 til østsiden af Altafjorden, riksvej 94 til Hammerfest, og europavej E69 til Nordkap, og dennes sidevej fylkesvej 889 til Havøysund.
På den sydøstlige del af halvøen ligger Stabbursdalen nationalpark.